# La creatura del cimitero
La creatura del cimitero (Graveyard Shift) è un film del 1990, diretto da Ralph S. Singleton e ispirato al racconto omonimo di Stephen King.